# Place des Cathédrales

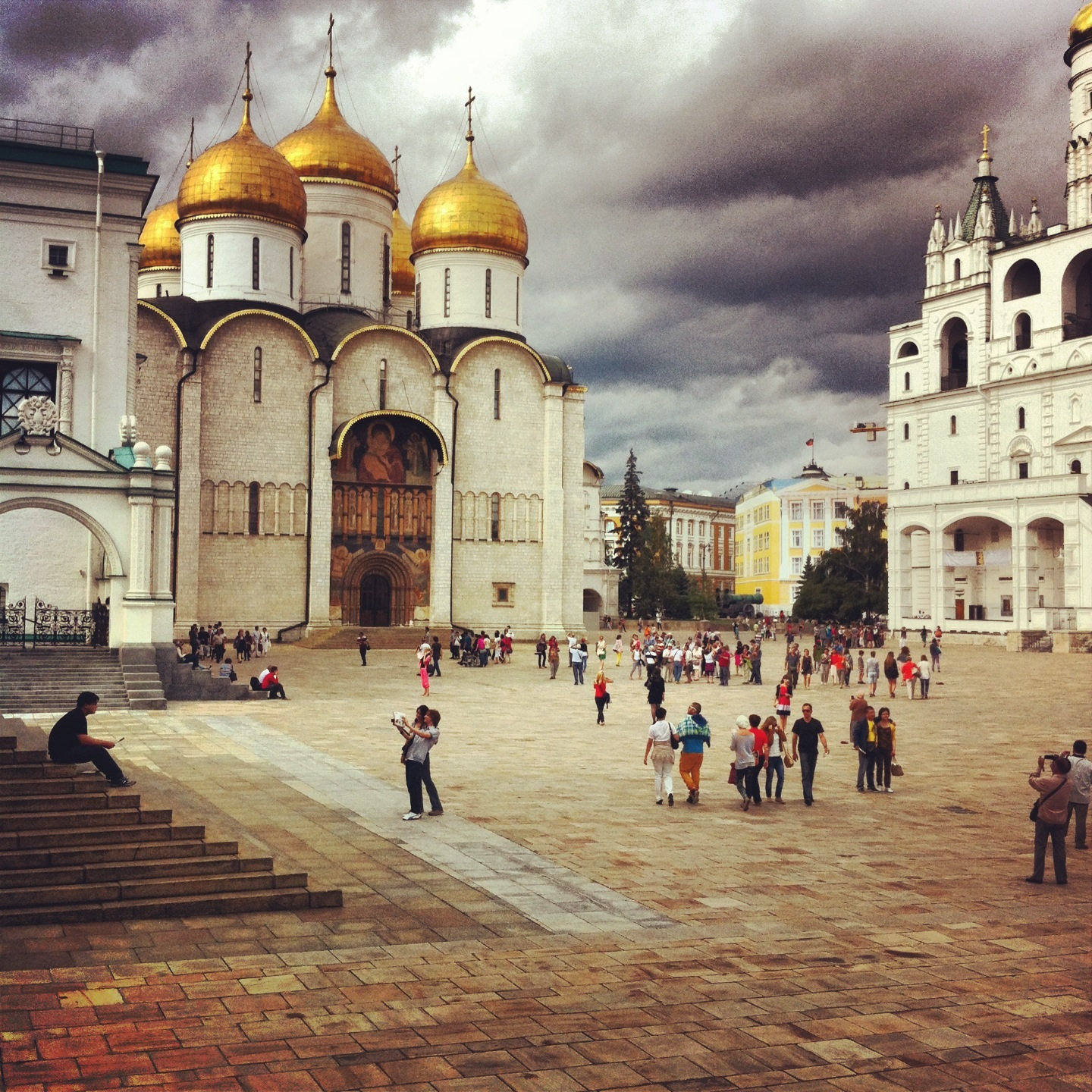
La place des Cathédrales en 2013.

La place des Cathédrales (en russe : Соборная площадь) est une place intérieure au kremlin de Moscou, autour de laquelle sont groupés les monuments (civils et surtout religieux) les plus anciens  de l'ancienne résidence des tsars. Leur ensemble est fastueux et exceptionnel ; il se situe non loin de la muraille qui longe la rivière Moskova.    
En entrant sur la place, on trouve en partant de la gauche et dans le sens des aiguilles d'une montre : 
- la cathédrale de l'Archange-Saint-Michel ;
- la cathédrale de l'Annonciation ;
- le palais à Facettes ;
- le palais des Térems ;
- l'église de la Déposition-de-la-robe-de-la-Vierge ;
- la cathédrale de la Dormition de Moscou ;
- le palais du Patriarche ;
- l'église des Douze Apôtres ;
- le clocher d'Ivan le Grand.

## Galerie de photos

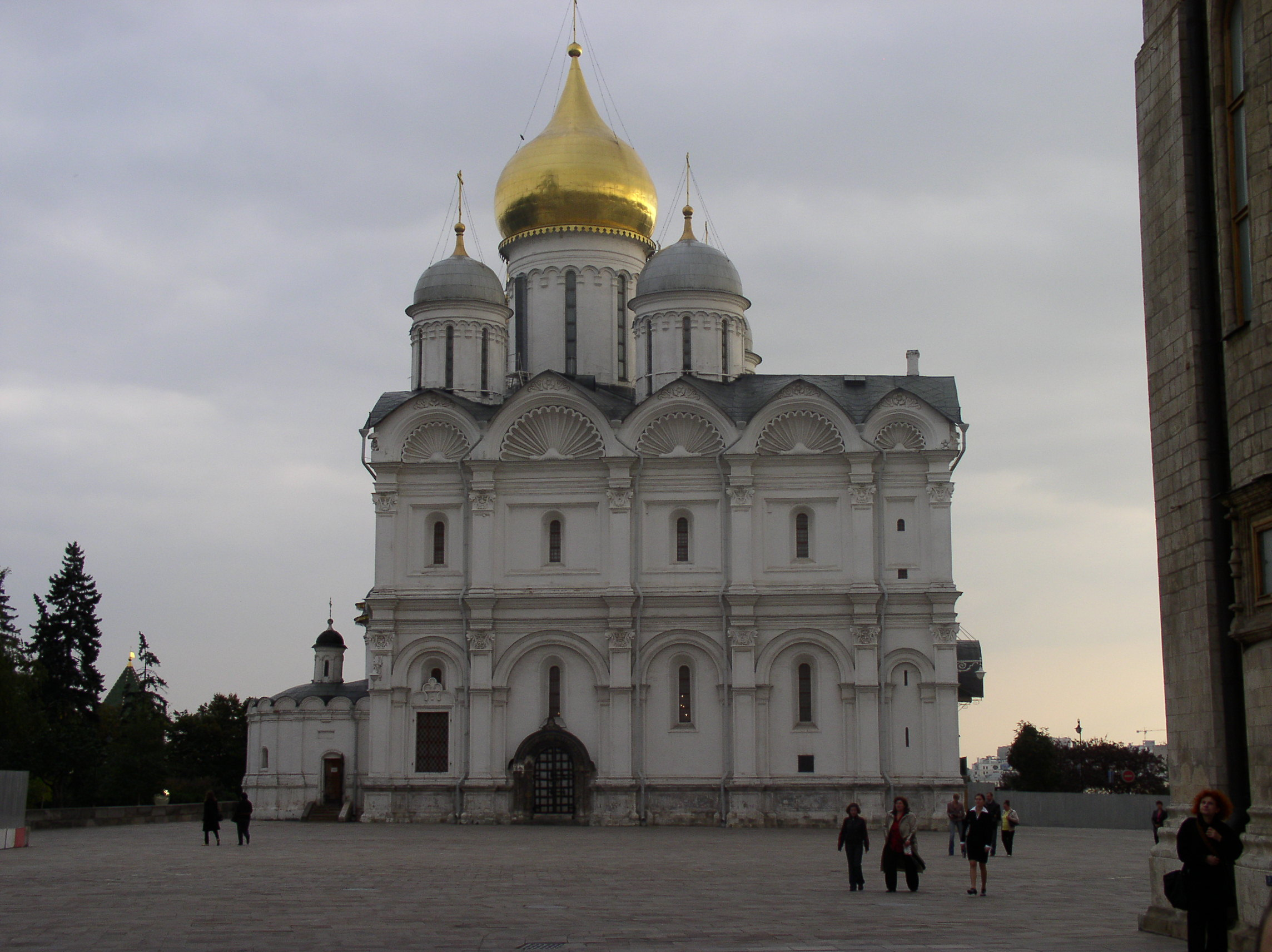
La cathédrale de l'Archange-Saint-Michel.
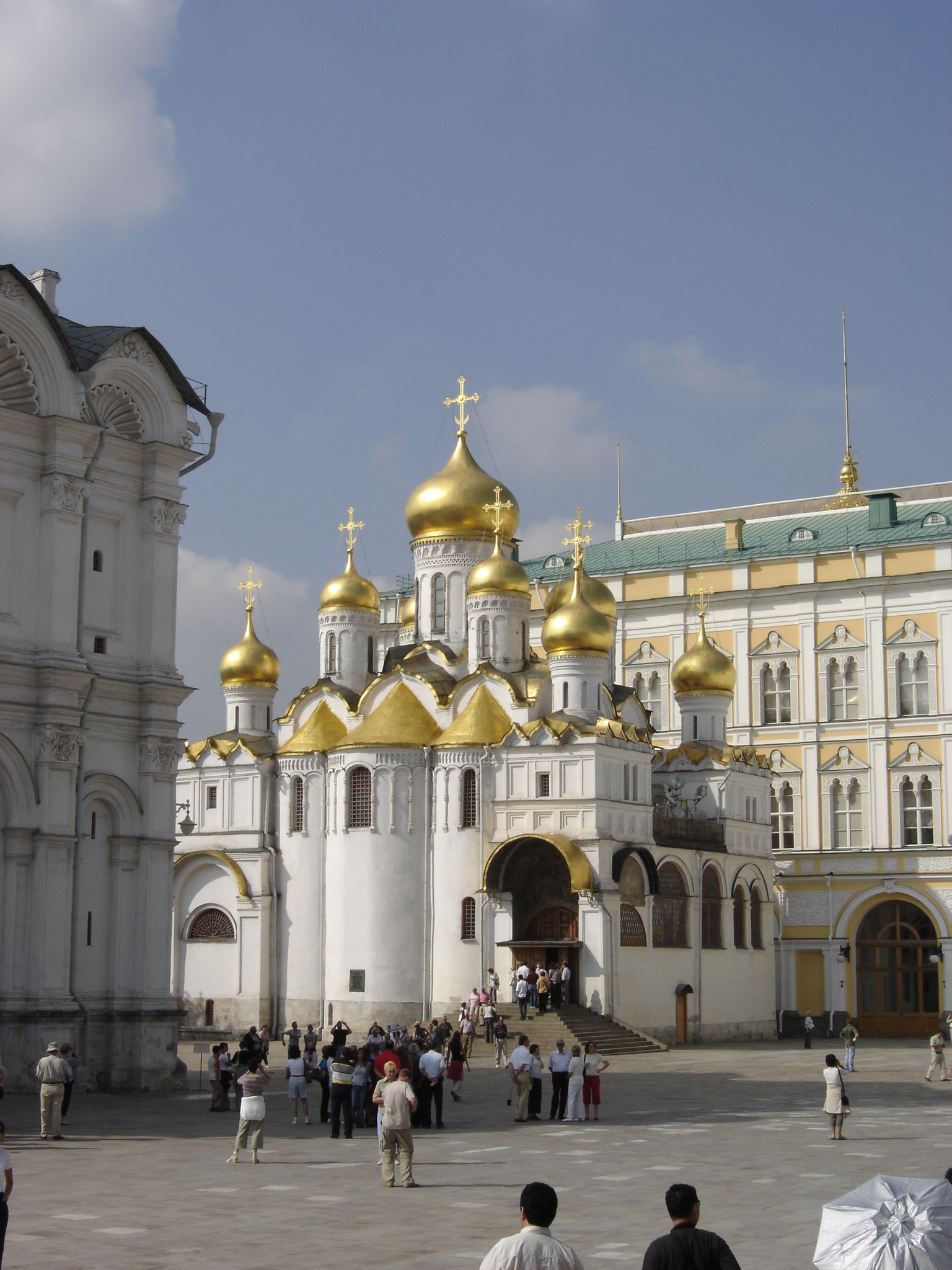
La cathédrale de l'Annonciation.
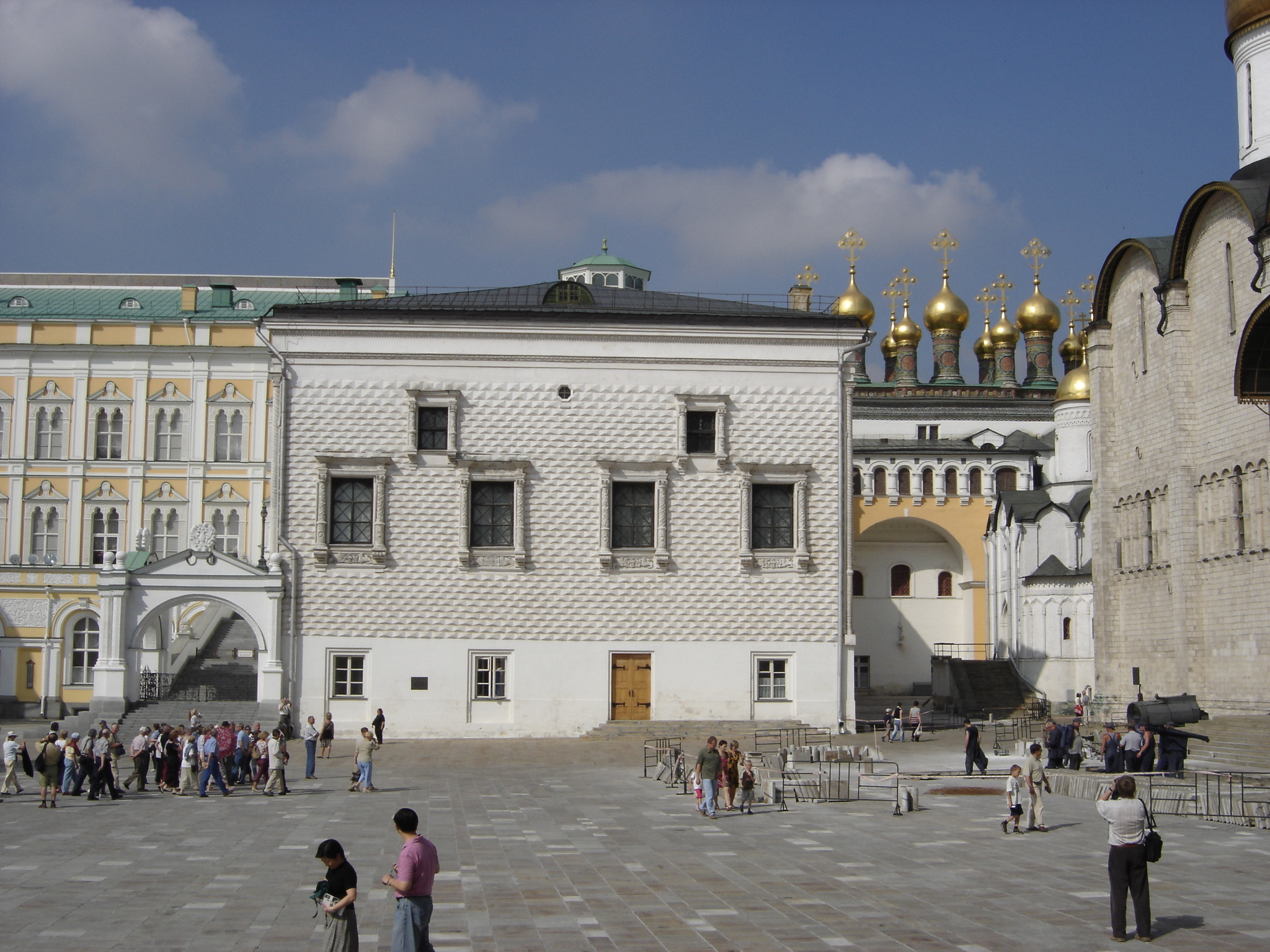
Le palais à Facettes.
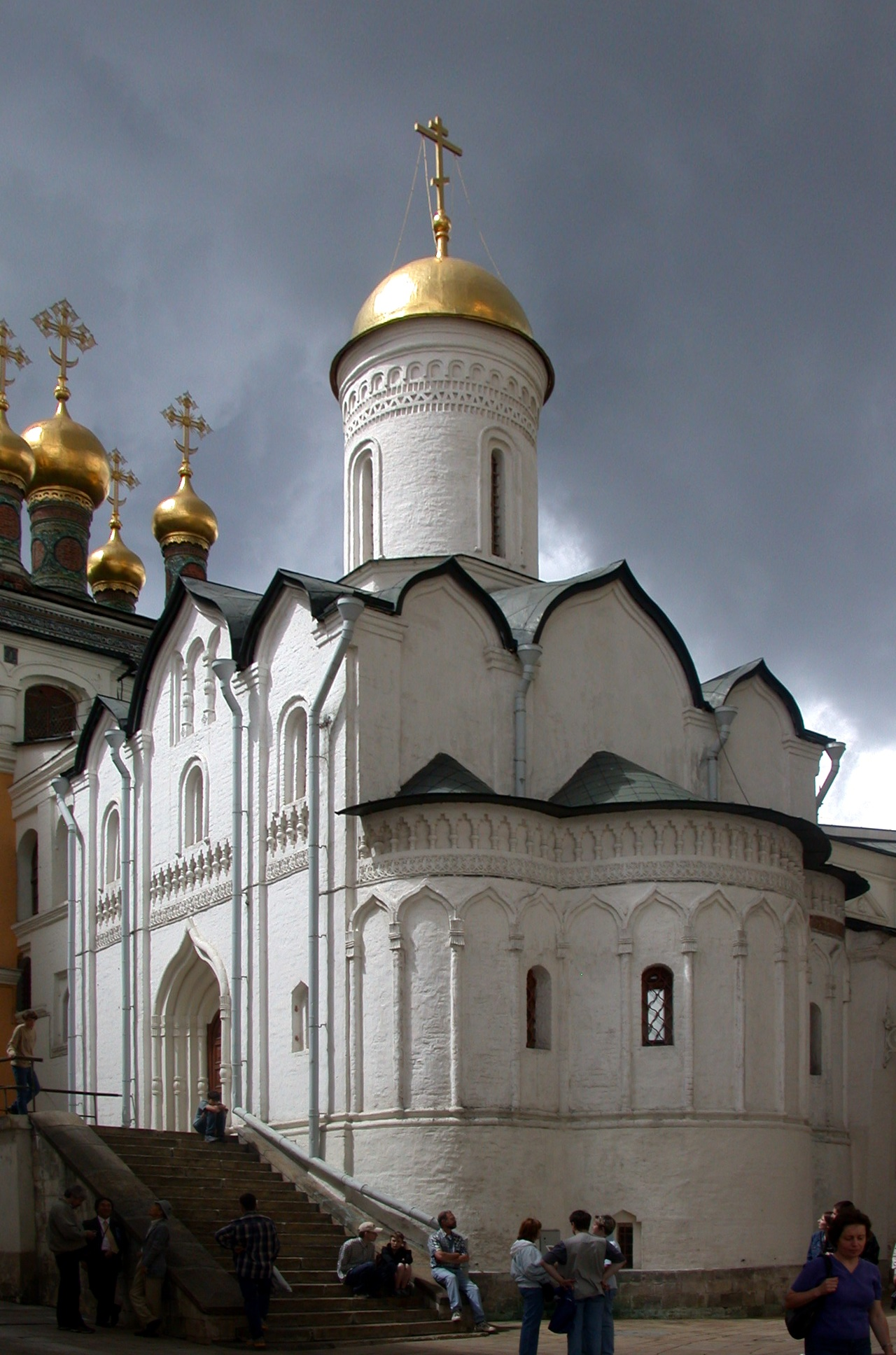
L’église de la Déposition-de-la-robe-de-la-Vierge.
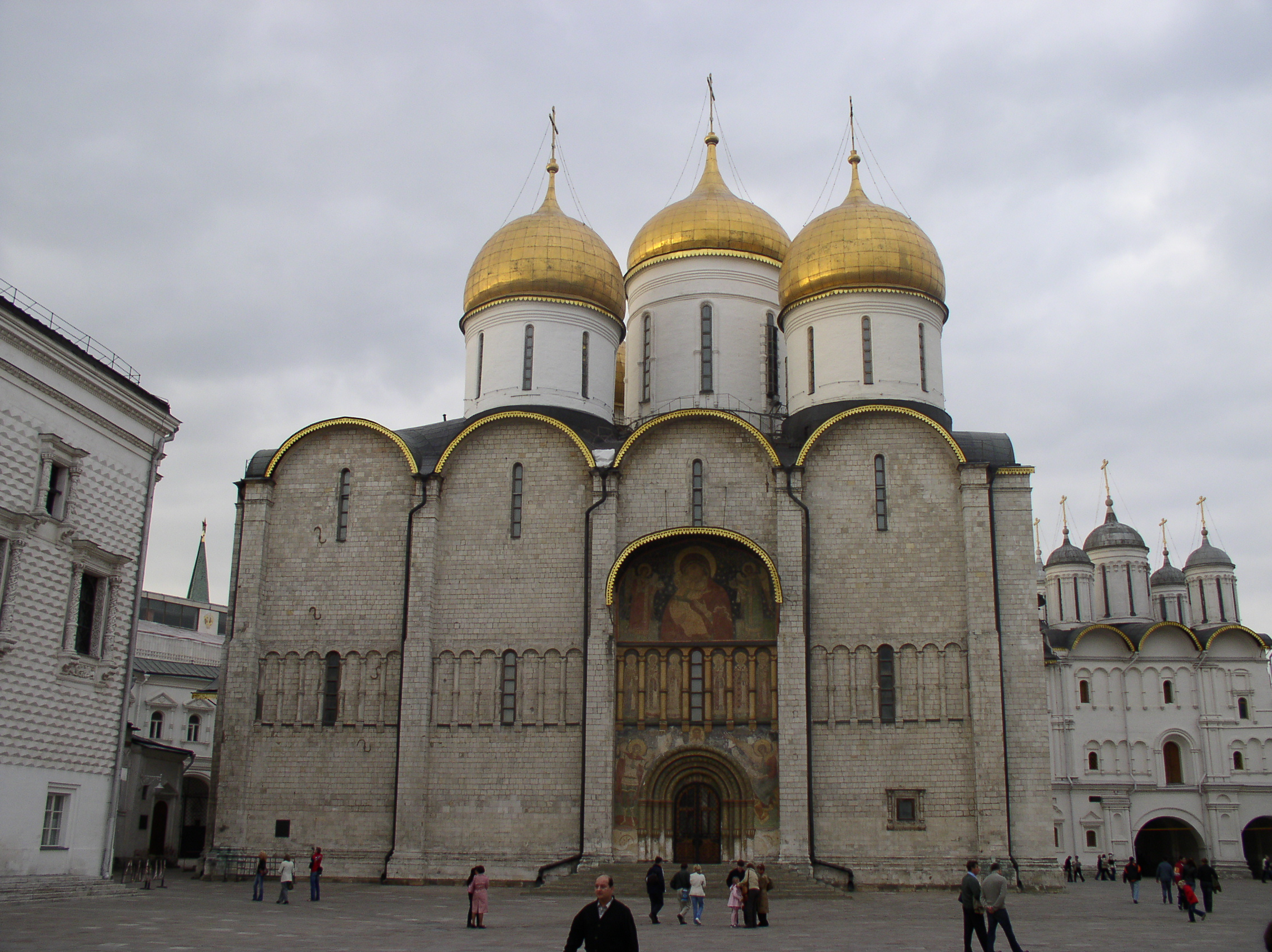
La cathédrale de la Dormition.
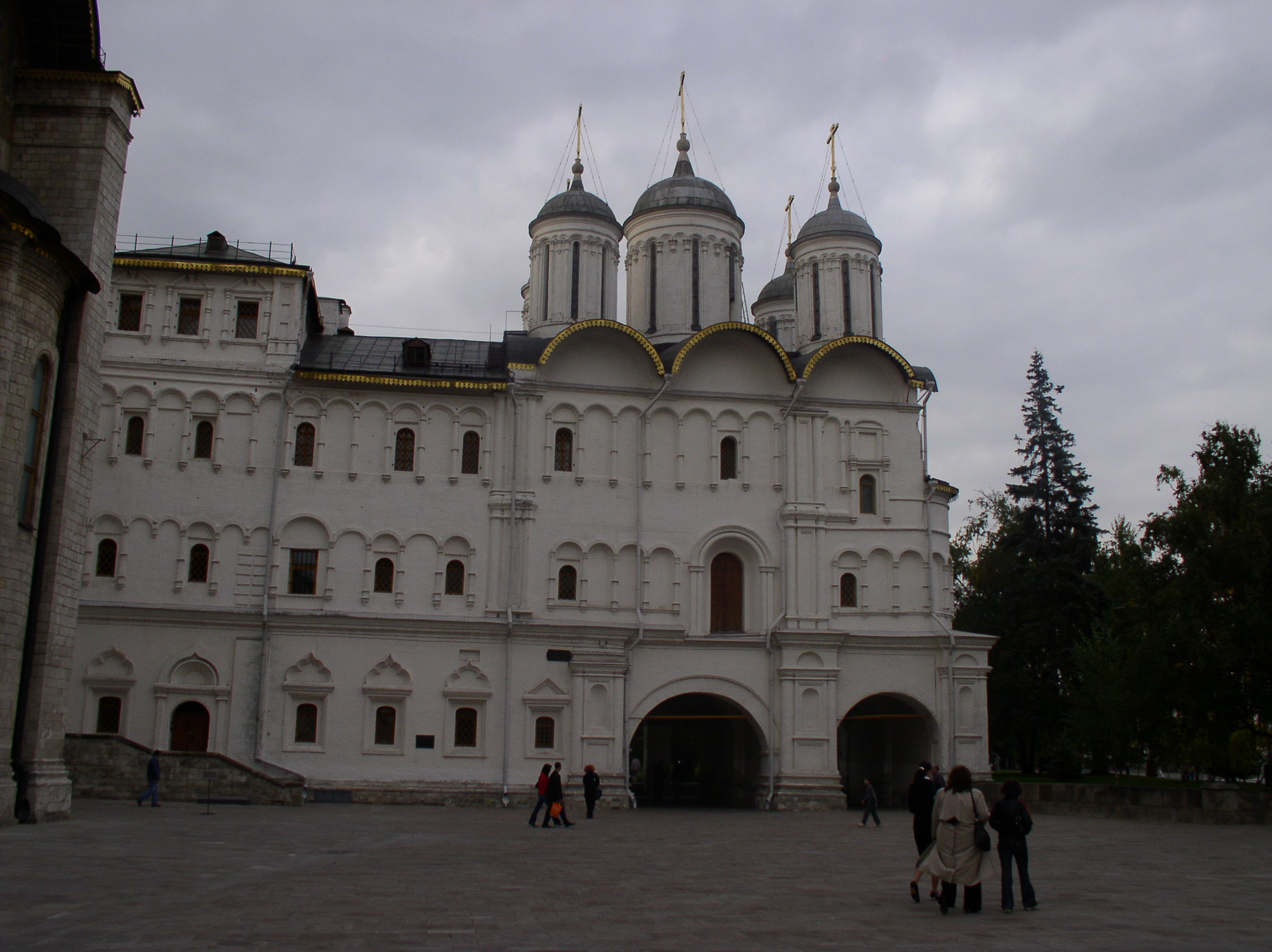
Le palais du Patriarche et l’église des Douze Apôtres.
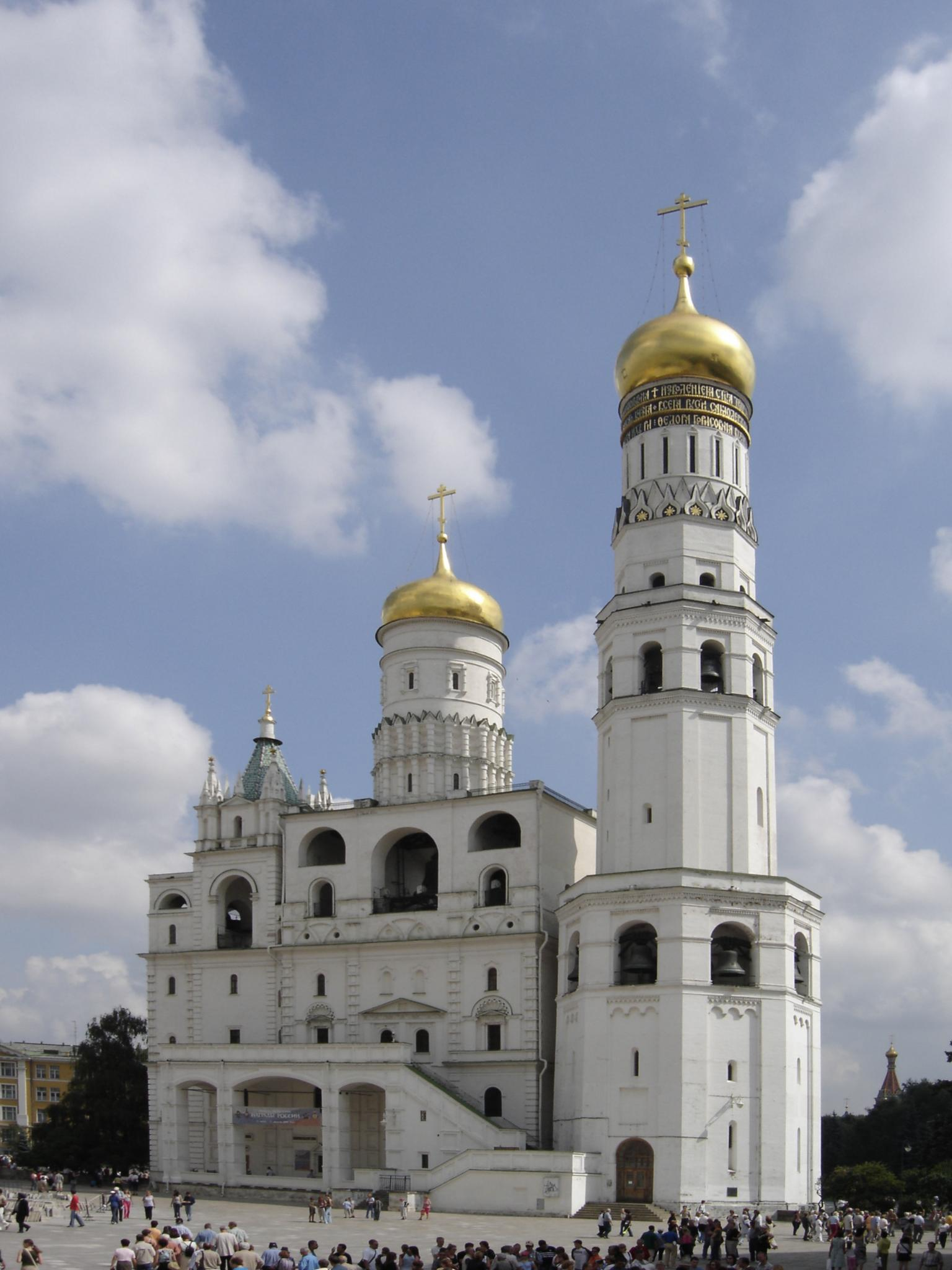
Le clocher d'Ivan le Grand.
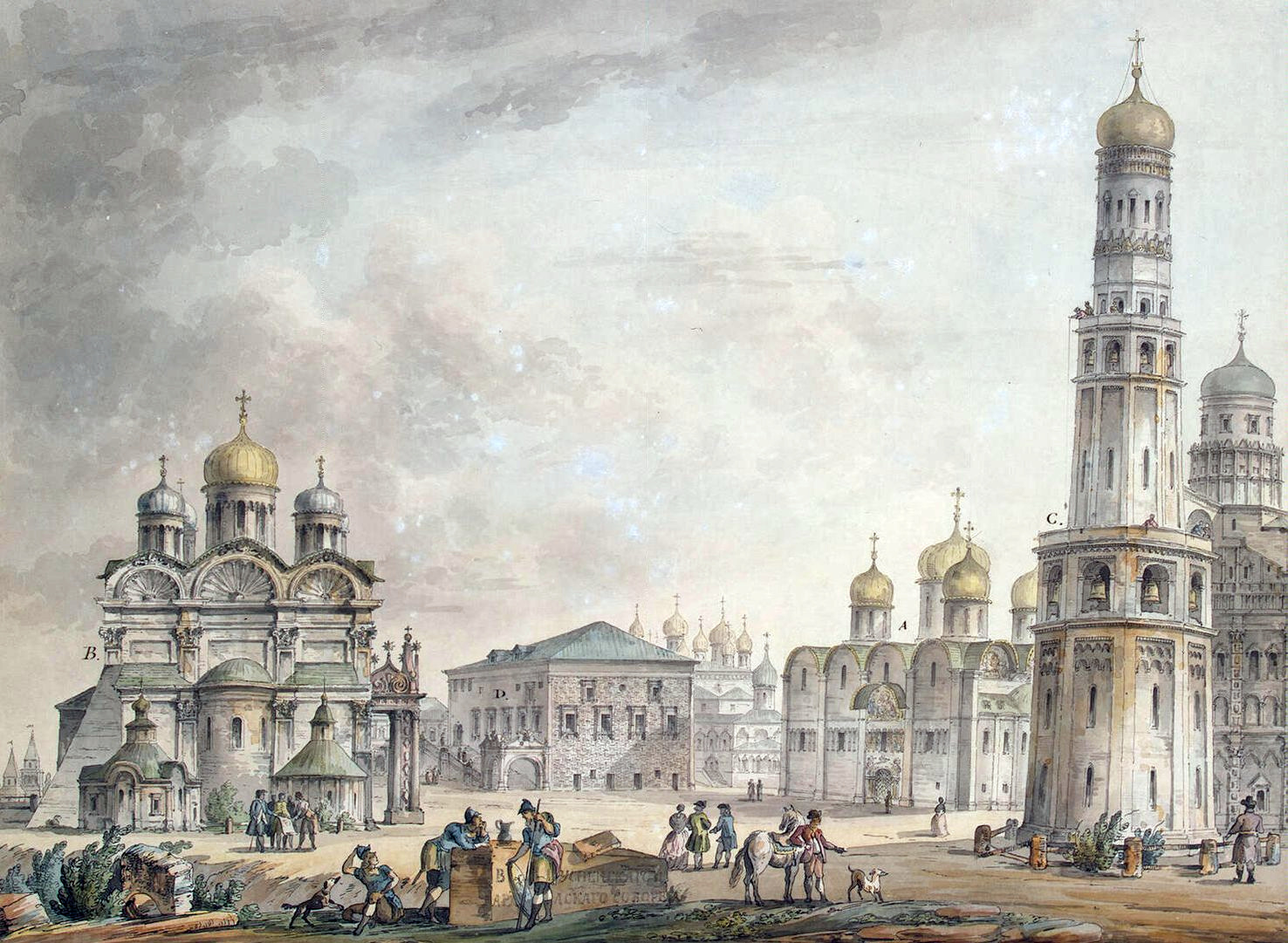
La place des Cathédrales par Giacomo Quarenghi, 1797.